# Gare de Parempuyre
Gare de Parempuyre vasútállomás Franciaországban, Parempuyre településen.

## Vasútvonalak
Az állomást az alábbi vasútvonalak érintik:
- Bordeaux-St-Louis–Pointe de Grave-vasútvonal

## Kapcsolódó állomások
A vasútállomáshoz az alábbi állomások vannak a legközelebb:
- Gare de Blanquefort
- Gare de Ludon